# Seleção Colombiana de Voleibol Masculino
A seleção colombiana de voleibol masculino é uma equipe sul-americana composta pelos melhores jogadores de voleibol da Colômbia. A equipe é mantida pela Federação Colombiana de Voleibol (em castelhano:  Federación Colombiana de Voleibol, FCV). Encontra-se na 47ª posição do ranking mundial da FIVB segundo dados de 30 de agosto de 2023.Conquistou a sua primeira medalha em Jogos Pan-Americanos em 2023, nos jogos de Santiago, Chile.

## Principais resultados obtidos

### Jogos Olímpicos
A seleção colombiana nunca participou dos Jogos Olímpicos.

### Campeonato Mundial
A seleção colombiana nunca participou do Campeonato Mundial.

### Copa do Mundo
A seleção colombiana nunca participou da Copa do Mundo.

### Liga Mundial
A seleção colombiana nunca participou da Liga Mundial.

### Liga das Nações
A seleção colombiana nunca participou da Liga das Nações.

### Copa dos Campeões
A seleção colombiana nunca participou da Copa dos Campeões.

### Challenger Cup
A seleção colombiana nunca participou da Challenger Cup.

### Campeoanato Sul-Americano
| Ano  | Sede            | Classificação |
| ---- | --------------- | ------------- |
| 1961 | Lima            | 5º            |
| 1969 | Caracas         | 7º            |
| 1971 | Montevidéu      | 5º            |
| 1973 | Bucaramanga     | 5º            |
| 1983 | São Paulo       | 5º            |
| 1985 | Caracas         | 5º            |
| 1989 | Curitiba        | 5º            |
| 1997 | Caracas         | 6º            |
| 2001 | Cali            | 4º            |
| 2005 | Lages           | 4º            |
| 2007 | Santiago        | 6º            |
| 2009 | Bogotá          | 4º            |
| 2011 | Cuiabá          | 4º            |
| 2013 | Cabo Frio       | 3º            |
| 2015 | Maceió          | 3º            |
| 2017 | Santiago–Temuco | 5º            |
| 2019 | Santiago–Temuco | 6º            |
| 2021 | Brasília        | 4º            |
| 2023 | Recife          | 3º            |

### Copa Pan-Americana
| Ano  | Sede             | Classificação |
| ---- | ---------------- | ------------- |
| 2010 | San Juan         | 8º            |
| 2014 | Tijuana          | 9º            |
| 2016 | Cidade do México | 8º            |
| 2018 | Córdoba          | 9º            |
| 2023 | Guadalajara      | 6º            |

### Jogos Pan-Americanos
| Ano  | Sede           | Classificação |
| ---- | -------------- | ------------- |
| 1971 | Cáli           | 10º           |
| 1999 | Winnipeg       | 6º            |
| 2007 | Rio de Janeiro | 6º            |
| 2011 | Guadalajara    | 3º            |
| 2015 | Toronto        | 8º            |
| 2023 | Santiago       | 3º            |

### Copa América
A seleção colombiana nunca participou da Copa América.

## Elenco atual
Última convocação realizada para a disputa do Campeonato Sul-Americano de 2021:

Técnico:  Jorge Augusto Schmidt
| Camisa | Nome                         | Posição    | Altura(m) | Peso(kg) | Clube atual             |
| ------ | ---------------------------- | ---------- | --------- | -------- | ----------------------- |
| 2      | Andres Felipe Piza Hernandez | ponteiro   | 2,02      | 93       | Al-Taraji               |
| 5      | Roosvuelt Ríos Ramos Lemos   | líbero     | 1,80      | 69       | Valle Cali              |
| 7      | Liberman Agamez              | oposto     | 2,07      | 100      | Shabab Alahli           |
| 8      | Leandro Mejía                | central    | 2,00      | 95       | Concordia Volley Luzern |
| 9      | Juan Pablo Moreno            | oposto     | 1,96      | 95       | Mende Volley Lozère     |
| 11     | Leiner Aponza                | ponteiro   | 1,98      | 76       | Lakkapää                |
| 12     | Julian Guerrero              | líbero     | 75        | 71       | -                       |
| 13     | Juan Camilo Ambuila          | levantador | 1,97      | 88       | -                       |
| 14     | Kevin Alexander Carabali     | central    | 2,04      | 100      | GFC Ajaccio Volley-Ball |
| 15     | William Lucumi               | ponteiro   | 2,00      | 93       | Al Naser Sports Club    |
| 17     | Juan Sebastían Díaz          | levantador | 1,78      | 80       | -                       |
| 21     | Marlon Mendoza               | ponteiro   | 1,85      | 71       | Club Vigo Voleibol      |
| 22     | Cristian Camilo Carabali     | central    | 2,03      | 94       | Sva Rehovot             |
| 23     | Daniel Aponza                | central    | 1.98      | 76       | Lakkapää                |